# 独龙江蹄盖蕨
独龙江蹄盖蕨（学名：Athyrium dulongicolum）为蹄盖蕨科蹄盖蕨属下的一个种。

## 扩展阅读
- 維基物種上的相關：独龙江蹄盖蕨